# Allobates sanmartini
Allobates sanmartini es una especie de anfibio anuro de la familia Aromobatidae.

## Distribución geográfica
Esta especie es endémica de la desembocadura del Río Caura en el Orinoco en el estado de Bolívar, Venezuela. Habita a 100 m de altitud.

## Etimología
Esta especie lleva el nombre en honor a Pablo Rubens San Martín (1934-1969).

## Publicación original
- Rivero, Langone & Prigioni, 1986 : Anfibios anuros colectados por la expedición del Museo Nacional de Historia Natural de Montevideo al Río Caura, Estado Bolívar, Venezuela; con la descripción de una nueva especie de Colostethus (Dendrobatidae). Comunicaciones Zoológicas del Museo de Historia Natural de Montevideo, vol. 11, p. 1-15.[5]